# Степаненко, Пётр Григорьевич
Пётр Григорьевич Степаненко (22.6.1908 — 24.1.1945) — советский военный, государственный и политический деятель.

## Биография
Родился в 1908 году в Кременчуге.
С 1921 года — на военной службе, общественной и политической работе. В 1921—1945 гг. — на руднике, в совхозе на сельскохозяйственных машинах, служил на Дальнем Востоке, в 12-й стрелковой дивизии и 12-м артиллерийском полку, командир 34-го легкого артиллерийского полка, участник Великой Отечественной войны, командир артиллерийского полка стрелковой дивизии, начальник штаба артиллерии дивизии, заместитель командующего артиллерией 43-й армии, командир 8-й Витебской пушечно-артиллерийской дивизии.
Избирался депутатом Верховного Совета РСФСР 1-го созыва.
Умер от ран в 1945 году в Витебске. Похоронен на мемориале советским войнам на «Успенской горке» в Витебске.